# Ronda AG

Quarz-Chronograph Kaliber 5040.F

Ronda AG mit Sitz in Lausen im Kanton Basel-Landschaft ist ein international tätiger Schweizer Hersteller von Uhrwerken für Armbanduhren.

## Geschichte
Das heute in dritter Generation geführte Familienunternehmen wurde 1946 von William Mosset (1909–1985) gegründet und stellte zunächst Ersatzteile für verschiedene Uhrwerke her. 1952 nahm Ronda die Produktion von Uhrenrohwerken in Lizenz für eine Drittfirma auf. 1961 folgte die Produktion eigener Rohwerke und ab den 1970er Jahren eigener Quarzwerke.
Mangels Nachfrage wurde die Produktion mechanischer Uhrwerke Ende der 1980er Jahre komplett eingestellt. Nachdem sich Ronda in diversen Technologien weiterentwickelt hatte, beschloss der Verwaltungsrat Ende 2011, erneut ins mechanische Segment einzusteigen.
Heute umfasst das Unternehmen in der Schweiz Produktionsstandorte in Lausen, Stabio TI und Court BE sowie drei Fabrikationsbetriebe in Thailand und eine Tochtergesellschaft in Hongkong. Neben der eigentlichen Produktion von Uhrwerken als Kernaktivität führt Ronda am Standort Stabio auch die Montage von Uhren im Auftragsverhältnis aus. Geschäftszahlen gibt das unabhängige Familienunternehmen nicht bekannt.